# حارة عيشة كرامة (الشيخ عثمان)
حارة عيشة كرامة هي إحدى حارات حي الوحدة الواقع بمديرية الشيخ عثمان التابعة لمحافظة عدن، بلغ تعداد سكانها 3085 نسمة حسب تعداد اليمن لعام 2004.